# Landdag van het Saarland
De Landdag van Saarland (Duits: Landtag des Saarlandes) is het parlement van de Duitse deelstaat Saarland. De Landdag telt 51 zetels, die sinds 2022 verdeeld zijn over drie partijen.

## Verkiezingsresultaten
|      | CDU    | SPD    | Die Linke | AfD   | Grüne | FDP/DPS | Familie | Piraten | NPD   | CVP    | DDU   | KP    | SPS    | Overige |
| ---- | ------ | ------ | --------- | ----- | ----- | ------- | ------- | ------- | ----- | ------ | ----- | ----- | ------ | ------- |
| 2022 | 28,5 % | 43,5 % | 2,6 %     | 5,7 % | 4,9 % | 4,8 %   | 0,8 %   | 0,3 %   | –     | –      | –     | –     | –      | 8,8 %   |
| 2017 | 40,7 % | 29,6 % | 12,8 %    | 6,2 % | 4,0 % | 3,3 %   | 0,8 %   | 0,7 %   | 0,7 % | –      | –     | –     | –      | 1,2 %   |
| 2012 | 35,2 % | 30,6 % | 16,1 %    | –     | 5,0 % | 1,2 %   | 1,7 %   | 7,4 %   | 1,2 % | –      | –     | –     | –      | 1,5 %   |
| 2009 | 34,5 % | 24,5 % | 21,3 %    | –     | 5,9 % | 9,2 %   | 2,0 %   | –       | 1,5 % | –      | –     | –     | –      | 1,1 %   |
| 2004 | 47,5 % | 30,8 % | 2,3 %     | –     | 5,6 % | 5,2 %   | 3,0 %   | –       | 4,0 % | –      | –     | –     | –      | 1,6 %   |
| 1999 | 45,5 % | 44,4 % | 0,8 %     | –     | 3,2 % | 2,6 %   | 1,0 %   | –       | –     | –      | –     | –     | –      | 2,5 %   |
| 1994 | 38,6 % | 49,4 % | –         | –     | 5,5 % | 2,1 %   | 0,5 %   | –       | –     | –      | –     | –     | –      | 3,9 %   |
| 1990 | 33,4 % | 54,4 % | –         | –     | 2,6 % | 5,6 %   | 0,2 %   | –       | 0,2 % | –      | –     | –     | –      | 3,4 %   |
| 1985 | 37,3 % | 49,2 % | –         | –     | 2,5 % | 10,0 %  | –       | –       | 0,7 % | –      | –     | –     | –      | 0,3 %   |
| 1980 | 44,0 % | 45,4 % | –         | –     | 2,9 % | 6,9 %   | –       | –       | –     | –      | –     | –     | –      | 0,8 %   |
| 1975 | 49,1 % | 41,8 % | –         | –     | –     | 7,4 %   | –       | –       | 0,7 % | –      | –     | –     | –      | 1,0 %   |
| 1970 | 47,8 % | 40,8 % | –         | –     | –     | 4,4 %   | –       | –       | 3,4 % | 0,9 %  | –     | –     | –      | 2,7 %   |
| 1965 | 42,7 % | 40,7 % | –         | –     | –     | 8,3 %   | –       | –       | –     | 5,2 %  | 3,1 % | –     | –      | –       |
| 1960 | 36,6 % | 30,0 % | –         | –     | –     | 13,6 %  | –       | –       | –     | 11,4 % | 5,0 % | –     | –      | 3,4 %   |
| 1955 | 25,4 % | 14,3 % | –         | –     | –     | 24,2 %  | –       | –       | –     | 21,8 % | 0,9 % | 6,8 % | 5,8 %  | 0,8 %   |
| 1952 | –      | –      | –         | –     | –     | –       | –       | –       | –     | 54,7 % | –     | 9,5 % | 32,4 % | 3,4 %   |
| 1947 | –      | –      | –         | –     | –     | 7,6 %   | –       | –       | –     | 51,2 % | –     | 8,4 % | 32,8 % | –       |

Regeringspartijen = vet; niet in de Landdag vertegenwoordigde partijen = cursief
Voetnoten
1. ↑  Tot 2007 als Partei des Demokratischen Sozialismus (PDS)
2. ↑  Tot 1957 DPS (1951 tot 1955 verboden), daarna deel van FDP
3. ↑  1959 (Deel-)fusie met CDU Saar; resultaten tot 1960 Saarländische Volkspartei (SVP) resp. SVP/CVP
4. ↑  1956 Fusie met DSP tot SPD Saarland
5. ↑  Deutsche Sozialdemokratische Partei (DSP)

## Geschiedenis
Na de Eerste Wereldoorlog werd het Saargebied losgemaakt van het Duitse Rijk en conform artikel 45 t/m 50 van het Verdrag van Versailles onder bestuur van de Volkenbond gesteld (1920). Tussen 1920 en 1935 bestond de Landraad (Landesrat) als volksvertegenwoordiging van het Saargebied. Als landraadpresidenten traden Bartholomäus Koßmann (tot 1924) en Peter Scheuer (tot 1935) op. Beiden behoorden tot de rooms-katholieke Centrumpartij (Z). Na de vereniging van het Saargebied met Duitsland in 1935 werd de Landraad afgeschaft.
Na de Tweede Wereldoorlog werd Saarland een Frans protectoraat. Het protectoraat kreeg een eigen parlement met de naam Landdag. In 1947 werden de eerste verkiezingen voor de Landdag gehouden die als voornaamste taak kreeg een grondwet op te stellen voor Saarland. De Landdag werd gedomineerd door de Christliche Volkspartei des Saarlandes (CVP) van Johannes Hoffmann die absolute meerderheid behaalde. De CVP was tegen een vereniging met de Bondsrepubliek Duitsland en voorstander van nauwe economische samenwerking met Frankrijk. Hoffmann werd de eerste minister-president van Saarland. Bij de verkiezingen van 1952 behield de CVP haar absolute meerderheid, maar dit kwam waarschijnlijk ook omdat de CDU in aanloop naar de verkiezingen werd verboden om deel te nemen aan de Landdagverkiezingen. De reden voor dit verbod hing samen met het streven van de CDU naar vereniging van Saarland met de Bondsrepubliek. Het streven naar vereniging met de Bondsrepubliek werd echter breed gedragen in Saarland, maar stuitte op de onwil van Frankrijk. In 1954 werd een door de Fransen voorgesteld autonoom Saarland binnen de West-Europese Unie in een referendum door de Saarlanders (67,7%) afgewezen. Bij de Landdagverkiezingen van 18 december 1955 werd de CDU met 25,4% van de stemmen de grootste. De nieuwe minister-president Hubert Ney van de CDU, een groot voorstander van vereniging met de Bondsrepubliek, vormde een coalitie met de Sozialdemokratische Partei Deutschlands (SPD) en de liberale Demokratische Partei Saar (DPS).
Het Saarverdrag van 27 oktober 1956 bekrachtigde de vereniging (Kleine Wiedervereinigung) van Saarland met de Bondsrepubliek, die op 1 januari 1957 ook plaatsvond.
In 1960 behaalde de CDU 36,6% van de stemmen, goed voor 19 afgevaardigden. Franz-Josef Röder (CDU) vormde daarop een coalitie met de DPS/FDP. Tot 1970 bleef de CDU/DPS-coalitie aan de macht, maar bij de verkiezingen van 1970 wisten de liberalen de kiesdrempel niet te halen en vormde Röder een kabinet dat alleen maar bestond uit CDU-ministers. Dit kon ook omdat deze partij bij de verkiezingen met 27 van de 50 zetels de absolute meerderheid behaalde. In 1975 verloor de CDU haar absolute meerderheid en werd er een kabinet met de DPS (die de kiesdrempel weer haalde) gevormd. Kabinetten CDU/DPS bleven tot 1985 aan de macht.
In 1985 behaalde de SPD van Oskar Lafontaine met 49,2% van de stemmen de absolute meerderheid en vormde hij een kabinet. De Lafontaine die tot 1999 aan de macht bleef stond bekend als de "rode Napoleon."
Bij de Landdagverkiezingen van 5 september 1999 kreeg de CDU 45,5% van de stemmen (27 zetels), een absolute meerderheid. De SPD leed verlies en verloor twee zetels en kwam op 25. Peter Müller (CDU) werd minister-president. Bij de verkiezingen van 2004 ging de CDU iets vooruit waardoor de absolute meerderheid behouden bleef. Müller vormde daarop zijn tweede kabinet. Een nieuwe partij in de Landdag werd Bündnis 90/Die Grünen die drie zetels verkreeg.

### Landdagverkiezingen van 2009

Samenstelling van de 14e Landdag van Saarland (2009-2012)

Op 30 augustus 2009 vonden de verkiezingen voor de 14e Landdag van Saarland plaats. Bij deze verkiezingen ging de CDU van minister-president Peter Müller sterk achteruit. De partij kwam uiteindelijk uit op 19 zetels, een verlies van acht zetels ten opzichte van 2004. Sterk verlies was er ook voor de SPD, die vijf zetels verloor en in de nieuwe Landdag 13 zetels overhield. Veel SPD-kiezers waren overgestapt naar Die Linke (waarbij zich ook Lafontaine had aangesloten) die vanuit het niets 11 zetels wist te veroveren. Bündnis 90/Die Grünen behield haar drie zetels en de FDP/DPS boekte winst: zij ging van drie naar vijf zetels.
De verkiezingsuitslag maakte duidelijk dat de CDU haar absolute meerderheid in de Landdag kwijt was. Een coalitie met de SPD lag niet voor de hand. Deze partij had immers veel stemmen aan links verloren en een coalitie met de burgerlijke en conservatieve CDU zou haar misschien nog meer stemmen gaan kosten. Zowel Müller als de leider van de SPD, Heiko Maas begonnen los van elkaar coalitieonderhandelingen. Maas praatte met Die Linke en Bündnis 90/Die Grünen, terwijl Müller gesprekken aanging met de FDP/DPS en Bündnis 90/Die Grünen. De sleutel lag bij Bündnis 90/Die Grünen, daar die partij in beide coalities nodig was. Uiteindelijk kozen de groenen voor de zogenaamde "Jamaicacoalitie" met de CDU en FDP/DPS.
In augustus 2011 trad Müller voortijdig terug. Hij werd als minister-president opgevolgd door zijn partijgenoot Annegret Kramp-Karrenbauer.
| Verkiezingsuitslag 2009 | Verkiezingsuitslag 2009 | Verkiezingsuitslag 2009 | Verkiezingsuitslag 2009 | Verkiezingsuitslag 2009 |
| Partij                  | %                       | zetels                  | verschil                |                         |
| ----------------------- | ----------------------- | ----------------------- | ----------------------- | ----------------------- |
| CDU                     | 34,5%                   | 19                      | -8                      |                         |
| SPD                     | 24,5%                   | 13                      | -5                      |                         |
| Die Linke               | 21,3%                   | 11                      | +11                     |                         |
| FDP/DPS                 | 9,2%                    | 5                       | +2                      |                         |
| Bündnis 90/Die Grünen   | 5,9%                    | 3                       | -                       |                         |
| Familien                | 2,0%                    | -                       | -                       |                         |
| NPD                     | 1,5%                    | -                       | -                       |                         |
| FBU                     | 0,1%                    | -                       | -                       |                         |
| FW                      | 0,8%                    | -                       | -                       |                         |
| GUR                     | 0,1%                    | -                       | -                       |                         |
| Totaal                  | 99,9%                   | 51                      |                         |                         |

### Landdagverkiezingen van 2017
Op 26 maart 2017 vonden verkiezingen plaats voor de 16e Landdag. De CDU, sinds 1999 de grootste partij in Saarland, wist ook bij deze verkiezingen weer de meeste zetels te bemachtigen. Met 24 zetels (een winst van vijf) bleef de partij beduidend groter dan de SPD, die 17 zetels verzamelde. Die Linke boekte een klein verlies, terwijl nieuwkomer Alternative für Deutschland (AFD) met drie zetels in de Landdag kwam. De Piratenpartij en Bündnis 90/Die Grünen verloren de respectievelijk 4 en 2 zetels die zij in 2012 hadden veroverd en verdwenen uit de Landdag. In 2018 ging Dagmar Ensch-Engel van Die Linke verder als onafhankelijke.
De Grote coalitie tussen CDU en SPD, die na de verkiezingen van 2012 was aangetreden, werd na 2017 voortgezet. CDU-leider en minister-president Annegret Kramp-Karrenbauer trad in 2018 tussentijds af en werd opgevolgd door Tobias Hans.
| Verkiezingsuitslag 2017 | Verkiezingsuitslag 2017 | Verkiezingsuitslag 2017 | Verkiezingsuitslag 2017 | Verkiezingsuitslag 2017 |
| Partij                  | %                       | zetels                  | verschil                |                         |
| ----------------------- | ----------------------- | ----------------------- | ----------------------- | ----------------------- |
| CDU                     | 40,7%                   | 24                      | +5                      |                         |
| SPD                     | 29,6%                   | 17                      | -                       |                         |
| Die Linke               | 12,8%                   | 7                       | -2                      |                         |
| AFD                     | 6,2%                    | 3                       | +3                      |                         |
| FDP/DPS                 | 3,2%                    | 0                       | -                       |                         |
| Bündnis 90/Die Grünen   | 4,0%                    | 0                       | -2                      |                         |
| Piratenpartei           | 0,7%                    | 0                       | -4                      |                         |
| Familien                | 0,8%                    | -                       | -                       |                         |
| NPD                     | 0,7%                    | -                       | -                       |                         |
| FBU                     | 0,1%                    | -                       | -                       |                         |
| FW                      | 0,4%                    | -                       | -                       |                         |
| Totaal                  | 99,2%                   | 51                      |                         |                         |

## Gebouw

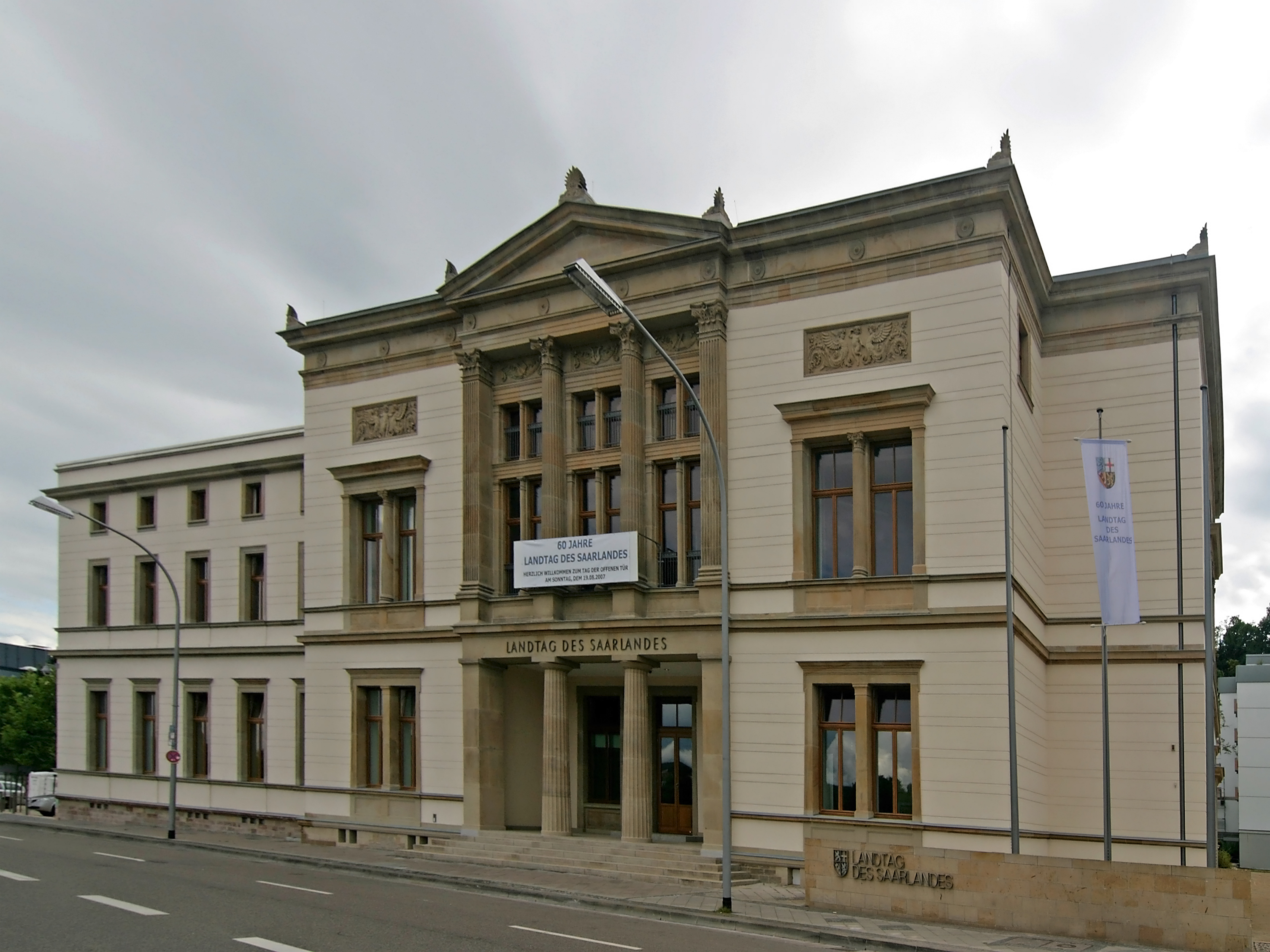
Het Landtagsgebäude in Saarbrücken

De Landdag van Saarland is gevestigd in het Landtagsgebäude in Saarbrücken.

## Voorzitters van de Landdag
| Voorzitters van de Landdag van het Saarland | Voorzitters van de Landdag van het Saarland | Voorzitters van de Landdag van het Saarland |
| Persoon                                     | periode                                     | partij                                      |
| ------------------------------------------- | ------------------------------------------- | ------------------------------------------- |
| Peter Zimmer                                | 1947-1956                                   | SPS                                         |
| Heinrich Schneider                          | 1956                                        | DPS                                         |
| Wilhelm Kratz                               | 1957-1959                                   | CDU                                         |
| Julius von Lautz                            | 1959                                        | CDU                                         |
| Alfons Dawo                                 | 1959-1961                                   | CDU                                         |
| Josef Schmitt                               | 1961-1965                                   | CDU                                         |
| Hans Maurer                                 | 1966-1974                                   | CDU                                         |
| Franz Schneider                             | 1974-1975                                   | CDU                                         |
| Ludwig Schnur                               | 1975-1980                                   | CDU                                         |
| Albrecht Herold                             | 1980-1994                                   | SPD                                         |
| Hans Kasper                                 | 1994-1999                                   | SPS                                         |
| Hans Ley                                    | 1999-2015                                   | CDU                                         |
| Klaus Meiser                                | 2015-2018                                   | CDU                                         |
| Stephan Toscani                             | 2018-2022                                   | CDU                                         |
| Heike Becker                                | sinds 2022                                  | SPD                                         |